# Kuća Plemić u Osijeku
Kuća Plemić je barokna kuća u Osijeku. 
Smještena je u Franjevačkoj ulici br. 5, preko puta franjevačke crkve.
Sagrađena je u 18. stoljeću. Ne zna se tko je bio prvi vlasnik, ali vlasnici su se često mijenjali. U drugoj polovici stoljeća kuća je dobila svoj današnji izgled. Tada je uređeno raskošno pročelje u duhu rokokoa. Jednokatna kuća ima pet prozorskih osi, slijepe arkade u prizemlju i dekorativno oblikovan svjetlarnik na krovištu. Kameni ukrasi iznad prozora odlikuju se neobično raskošnim oblicima rokajnih školjki.
Poznato je da se u toj kući nalazila prva osječka ljekarna. U 19. stoljeću kuća je došla u vlasništvo obitelji Plemić, po kojima se sačuvalo ime. U 19. stoljeću ondje je stanovao i poznati hrvatski kipar Vatroslav Donegani. Kuća je registrirano kulturno dobro.